# Nová Ves u Jarošova
Nová Ves u Jarošova é uma comuna checa localizada na região de Pardubice, distrito de Svitavy.